# ディコン・エドワーズ
ディコン・エドワーズ（Dickon Edwards、出生名：リチャード・エドワーズ、Richard Edwards、1971年9月3日 - ）は、別名ディコン・エンジェル (Dickon Angel) は、ロンドンを拠点とするインディー・ポップのミュージシャン、日記作家/ブロガー。エドワーズは、オーランドやフォスカの創設メンバーのひとりであり、一時期にはスペアミントのギタリストであった 。
エドワーズはそのダンディな美学で知られ、ペルオキシドで脱色されたブロンドで、しばしば白や青、あるいは銀灰色のスリーピース・スーツ姿で現れるが、銀灰色のスーツは、ロンドンのダンディ仲間だったセバスティアン・ホースレーから遺贈されたものである。
エドワーズは、1997年12月8日以来、「The Diary at the Centre of the Earth」と題されたブログを書き続けている 。このブログからの抜粋は、トラヴィス・エルバラとニック・レニソン (Nick Rennison) の共著『A London Year』や、その続編である『A Traveller's Year』にも収録されている。
2008年3月には、作詞した歌詞集『The Portable Dickon Edwards』が出版されたが、これはフォスカのアルバム『The Painted Side of the Rocket』に合わせて限定版で出されたものであった。

## 私生活
エドワーズは、キルト作家、著作家で、大英帝国勲章受章者となった母リン・エドワーズ (Lynne Edwards MBE)と漫画家の父ブライアン・"ビブ"・エドワーズ (Brian "Bib" Edwards) の間に生まれた。アダム・アントのバンドのギタリストだったトム・エドワーズ (Tom Edwards)は、弟である。